# Отто Гофман
Отто Гофман (Гоффманн) (нім. Otto Hoffmann; 9 лютого 1865, Ганновер — 6 червня 1940, Мюнстер) — німецький мовознавець (індоєвропейські мови) та політик. З 1921 по 1933 рр. — член національної народної партії Прусського ландтагу.
Син прусського державного службовця, навчався у Ганноверському ліцеї. Вивчав мовознавство в Геттінгенському університеті з 1883 по 1888 роки. Під впливом Августа Фіка вивчав давньогрецькі говірки. У 1888 р. отримав ступінь доктора і перейшов до Кенігсберзького університету, де наступного року здійснив поглиблене вивчення індоєвропейської словесної системи.
Згодом викладав у Бреслау (Вроцлав). У 1909 році отримав запрошення в Мюнстерський університет, де згодом став його ректором. Видав фундаментальну 3-томну працю з історії давньогрецьких діалектів «Die griechischen Dialekte in ihrem historischen Zusammenhange mit den wichtigsten ihrer Quellen» (1891—1898).